# خرس تنبل
خرس تنبل (به انگلیسی: Sloth Bear) یا خرس لبدار (به انگلیسی: labiated bear) گونه‌ای خرس بومی جنگل‌های هند، نپال، پاکستان، بنگلادش و سری لانکا است. این خرس بیشتر با پنجه‌های بلند و خمیده‌اش از شاخه‌ای آویزان می‌شود و تکان نمی‌خورد.با حیوان تنبل فرق دارد 
```
[
۱
]
```

## شکل و اندازه
پیکر خرس تنبل به بلندی ۱۵۰ تا ۱۹۰ سانتی‌متر می‌رسد. پشم بلند و پرپشت او به رنگهای قهوه‌ای تیره با ته‌رنگ سرخ تا سیاه دیده شده‌است. این خرس را می‌توان از پشمهای روشن ۷ گونه در سینه‌اش شناخت. خرس تنبل پوزه‌اش روشن و بلند، بینی‌اش سیاه و لبهایش بی‌مو است. این ریخت پیامد فرگشت و موریانه‌خواری این خرس است. ناخنهای بلند و استخوانی پاهای پرتوانش را نمی‌تواند به‌توبکشد، با آن‌ها زمین را می‌کند.
خرسهای تنبل نر میان ۸۰ تا ۱۴۰ کیلوگرم وزن دارند و کمی بزرگتر از مادگان هستند. وزن مادگان کم و بیش ۵۵ تا ۹۵ کیلوگرم است. جای پنجه پاهایش با جای پای آدمیزاد همسانی نزدیکی دارد.
همانند همه جانوران ، خرس های تنبل نیز برای بقا به آب نیاز دارند. در زمانهیی که هوا بسیار گرم است ، آنها مسافت های زیادی را برای پیدا کردن منبع آب طی می کنند.
در صورتی که نتوانند رودخانه ای در نزدیکی خود پیدا کنند،سعی می کنند بستر رودخانه ی خشک شده ای را پیدا کرده و برای رسیدن به آب،آن را حفر کنند.